# غويلرمو كارينيو
غويلرمو كارينيو (بالإسبانية: Guillermo Carreño)‏ (6 فبراير 1962 بتشيلي - ) هو لاعب كرة قدم تشيلي في مركز مهاجم ‏. لعب مع ديبورتيس إيكيكي.

## وصلات خارجية
- غويلرمو كارينيو على موقع ناشيونال فوتبول تيمز (الإنجليزية)
- غويلرمو كارينيو على موقع عالم كرة القدم.نت (الإنجليزية)